# Casimiro Ribeiro Brasil Montenegro
Casimiro Ribeiro Brasil Montenegro (Parangaba, 3 de janeiro de 1864 — Fortaleza, 30 de março de 1947) foi o último intendente e o primeiro prefeito da cidade de Fortaleza, no estado do Ceará, tendo exercido seu mandato de 1914 a 1918. Foi também coronel da Guarda Nacional.
Estudou no Liceu do Ceará e foi um importante maçom cearense, tendo sido iniciado em 1899 na Loja Fraternidade Cearense. Em 1905 foi um dos fundadores e primeiro Venerável da Loja Porangaba nº2, uma das lojas fundadoras da Grande Loja Maçônica do Ceará.
Foi casado com Maria Emília Pio Brasil, sua prima, com quem teve dez filhos, e, em segundas núpcias, com Lilith Nunes Melo, com quem teve mais cinco filhos. 
Entre os filhos do primeiro casamento, destaca-se o décimo, Casimiro Montenegro Filho, nascido em Fortaleza, em 1904, que veio a criar o Instituto Tecnológico de Aeronáutica - ITA - e o Centro Técnico de Aeronáutica - CTA (posteriormente Centro Técnico Aeroespacial e Comando Geral de Tecnologia Aeroespacial, atualmente Departamento de Ciência e Tecnologia Aeroespacial), tendo alcançado o posto de Marechal-do-ar na FAB.